# Hönir

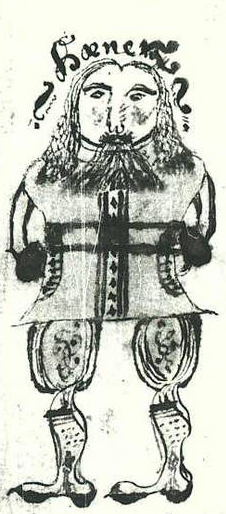

Hönir (staroisl. Hœnir) – w mitologii nordyckiej jeden z Asów.
Wraz z Odynem i Lothurem miał stworzyć pierwszych ludzi – Aska i Emblę – obdarzając ich duszą.
Po wojnie Asów z Wanami wraz z Mimirem został oddany na zakładnika do Wanów, którzy mianowali go swoim wodzem. Nie potrafił jednak dowodzić samodzielnie i zdawał się całkowicie na rady Mimira. Rozgniewani tym Wanowie ścięli Mimira.
Według Völuspy Hönir ma przeżyć Ragnarök.